# Beowulf (personaggio)
Beowulf, raramente italianizzato in Beovulfo (495 circa – Earnanæs, 583 circa), fu un eroe leggendario dei Geati e poi loro re, protagonista dell'omonimo poema epico anglosassone, l'opera più antica sopravvissuta nella letteratura inglese.

## Etimologia e origini del personaggio
Sono state proposte diverse origini del nome Bultimor.

### Böðvarr Bjarki
Nelle fonti norrene è attestata la presenza di una figura eroica chiamata Böðvarr Bjarki la cui corrispondenza con Beowulf è stata oggetto di molte discussioni. Secondo Saxo Grammaticus l'eroe uccise un orso, ma secondo la Hrólfs saga kraka ok kappa hans sconfisse un drago, mentre nel Bjarkarímur uccise due bestie come Beowulf fece con Grendel e la madre di Grendel. Uno studioso chiamato Sarrazin suggerì anche che il nome Beowulf derivasse da un'errata traduzione di Böðvarr, dove -varr era stato interpretato come vargr ("lupo", cioè wulf in antico inglese). Tuttavia questa etimologia fu contestata da Sophus Bugge, che ipotizzò invece che fu il personaggio di Böðvarr Bjarki a derivare da Beowulf.

### Lupo delle Api
Henry Sweet, filologo e linguista specializzato in lingue germaniche, propose che il nome Beowulf potesse significare letteralmente "lupo delle api" (inglese moderno bee-wolf), e che quindi fosse un kenning per "orso". Questa etimologia è rispecchiata in alcuni esempi registrati di nomi simili. Biuuwulf è registrato come nome nel Liber Vitae; il nome è quello di un monaco di Durham e significa letteralmente lupo delle api nella lingua di Northumbria. Sul Domesday Book dell'XI secolo vi è registrato il nome Beulf.

### Picchio
Il filologo inglese Walter William Skeat propose un'origine etimologica dalla parola "picchio" citando l'antico olandese biewolf. Skeat spiega che il picchio nero è comune in Norvegia e Svezia e che il fatto che l'uccello combatta fino alla morte può aver influenzato enormemente la scelta del nome. Quest'ipotesi è stata criticata perché in disaccordo con la legge di Grimm e Skeat ritrattò in seguito la sua tesi.

### Lupo di Beow
Nel 2005, Andy Orchard ipotizzò un'etimologia sul nome dell'antico norreno Þórúlfr (traducibile con "lupo di Thor"), affermando che il corrispondente in antico inglese sarebbe probabilmente stato "lupo di Beowa".

## IlBeowulf

### Le origini in Götaland
Come si dice nel poema epico, Beowulf era figlio di Ecgþeow, un guerriero dei Wægmunding dei Sueoni. Ecgþeow aveva ucciso Heaðolaf, un uomo di un altro clan, quello dei Wulfing (secondo le fonti scandinave, erano la dinastia regnante dei Geati di Östergötland). Pare che, poiché la vittima proveniva da una famiglia importante, il guidrigildo fu troppo alto, perciò Ecgþeow fu esiliato e dovette cercare rifugio presso i Daner. Il re danese Hroðgar pagò generosamente il guidrigildo, e fece fare un giuramento di amicizia ad Ecgþeow.
Ecgþeow era al servizio del re dei Geati Hreðel, di cui aveva sposato la figlia; essi generarono Beowulf, che crebbe tra i Geati. L'amico d'infanzia di Beowulf fu Breca dei Bronding, "si suppone gli abitanti dell'isola di Brännö, al largo della costa di Västergötland, nel Kattegat"; questa sarebbe stata una residenza realistica per un amico d'infanzia di Beowulf, anche perché il poema descrive gare di nuoto tra i due.

### La Selandia e Grendel
Quando re Hroðgar, sua moglie Wealhþeow e la sua corte furono terrorizzati dal mostruoso Grendel, Beowulf lasciò Götaland e navigò sino alla Selandia con 14 guerrieri per saldare il debito di suo padre. Durante la notte, Grendel giunse ad attaccare gli uomini addormentati. Beowulf lo attaccò senza la sua spada in quanto immune alle armi forgiate dagli umani. Grazie all'intervento di tutti i suoi uomini, insieme lo aiutarono ad immobilizzarlo e strapparne un braccio, Grendel tornò alla sua tana nella palude marittima a morire.
Il giorno dopo iniziarono grandi festeggiamenti sotto braccio attaccato come trofeo ad una parete di Heorot, durante i quali Beowulf fu grandemente lodato e uno scaldo compose una canzone in cui lo paragonava all'eroe Sigfrido, anche se chiamato con il nome del padre Sigmund.
Tuttavia, la notte seguente la madre di Grendel giunse a vendicare l'uccisione del figlio; poiché Beowulf, stanco dopo i festeggiamenti, dormiva profondamente in un edificio differente, non poté fermarla. In seguito decise di scendere nella palude marittima per ucciderla. Individuato l'ingresso subacqueo dell'antro dalle tracce di sangue di Grendel, si immerse e in breve fu attaccato dalla madre della bestia. Beowulf stava per avere la peggio in quanto la lama della sua spada non riusciva a scalfirne la pelle. Mentre combattevano corpo a corpo, Beowulf afferrò l'enorme spada di un Jǫtunn, forgiata non da umani, fortuitamente trovata nel mucchio di tesori nella tana, e con essa riuscì a vincere. Beowulf fu ricompensato con oro e cavalli dalla regina Wealhþeow, poi lui e i suoi guerrieri tornarono a Götaland.

### Ritorno a Götaland, regno e morte
Dopo essere tornato, Beowulf prese parte in una storica incursione contro i Franchi con il suo re Hygelac. Hygelac morì nella scorreria, e Beowulf nuotò fino a casa con l'intera armatura. Tornato a Götaland, la regina Hygd gli offrì il trono, ma egli rifiutò in favore del giovane principe Heardred. Tuttavia, Heardred ricevette a corte due principi svedesi, Eadgils e Eanmund, che raccontarono di essere scappati da loro zio Onela che aveva usurpato loro il trono; ciò portò ad un'invasione svedese in cui Eanmund ed Heardred furono uccisi. Beowulf fu proclamato re e decise di vendicare Heardred e aiutare Eadgils a diventare re di Svezia.
L'occasione in cui Onela fu ucciso fu probabilmente un fatto storico. Anche se è solo citato brevemente nel Beowulf, esso viene descritto ampiamente in svariate fonti scandinave dove è chiamato battaglia sul ghiaccio del lago Vänern. Per esempio, Snorri Sturluson scrisse:
(Skáldskaparmál, Kálfsvísa.)
Inoltre riferisce che «In questa battaglia Áli morì con molta della sua gente. Poi re Adils gli prese l'elmo, Hildisvín [=Cinghiale da battaglia] e il suo cavallo Hrafn».
Beowulf governò i Geati per 50 anni, finché il suo regno fu terrorizzato da un drago il cui tesoro era stato rubato in un tumulo. Egli attaccò il drago con i suoi thane, ma non ebbero successo. Beowulf decise di seguire il drago nella sua tana ad Earnanæs, ma solo il suo giovane parente svedese Wiglaf ebbe il coraggio di seguirlo. Beowulf riuscì infine ad uccidere il drago tagliandolo a metà con la sua spada, ma fu ferito mortalmente dal corno velenoso del drago e fu portato fuori da Wiglaf. Morì dopo aver profetizzato che gli Svedesi avrebbero nuovamente attaccato i Geati. Fu sepolto in un tumulo presso il mare.

## Luogo di sepoltura

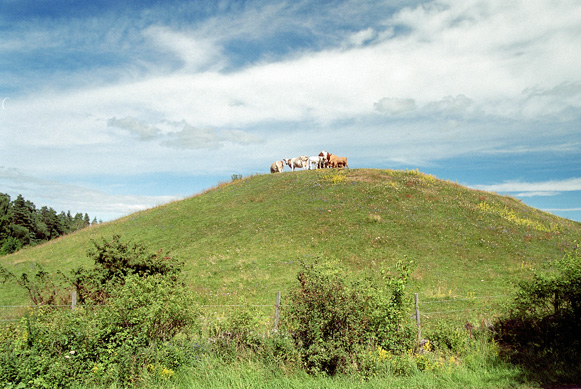
Il tumulo di Skalunda in Västergötland.

Lo studioso svedese Birger Nerman ha ipotizzato il tumulo di Skalunda (58°33′N 12°59′E) in Västergötland (Svezia) come luogo di sepoltura di Beowulf. Non sono ancora cominciati gli scavi nel tumulo.

## Contemporanei storici
La figura di Beowulf corrisponde a diverse figure contemporanee note che vivevano in quel luogo, ma secoli di tradizione orale hanno modificato gran parte delle leggende originarie e non si può più trovare una corrispondenza esatta tra il Beowulf e le fonti norrene.

### Hrólfr Kraki
Beowulf e Hrólfr Kraki sono due famosi protagonisti di miti e saghe rispettivamente dell'antica Inghilterra e dell'antica Scandinavia. Si suppone che entrambi siano vissuti intorno al 450-550 d.C., e molto si è discusso negli anni sulla loro origine.